# メタルスキンパニック MADOX-01
『メタルスキンパニック MADOX-01』（メタルスキンパニック マドックスゼロワン）は、1987年にリリースされた日本のOVA。製作はアートミック。1987年12月16日にポニーキャニオンからVHS(V118F1588)/Beta(X118F1588)。1988年1月21日にレーザーディスク(G98F0233)。2003年9月26日に東芝デジタルフロンティアからDVD(PIBA-7208)でそれぞれ発売された。
主役パワードスーツ・MADOX-01が日本企業・自衛隊・アメリカ軍の共同開発品という設定であることから、作中に登場する当時の自衛隊の演習風景が映像特典として収録されている。
原案・監督・メカニックデザインを担当した荒牧伸志は、監督デビュー作でもある本作の制作当時を後に「まだ20代で怖いもの知らずでしたね」と述懐している。

## あらすじ
ある日、自動車整備工場で機械工として務める青年・杉本紘二は、極秘輸送中の事故で輸送車から落下した対戦車用新型陸上兵器「スレイヴ・トルーパー MADOX-01」のコンテナを見付けて持ち帰ってしまい、興味本位で起動させたそれから降りられなくなってしまう。演習用の自動戦闘プログラムが働き半ば暴走状態の機体に振り回されながらも、紘二は海外へ留学する恋人・名倉しおりの待つビルへ向かい、その中で軍に追われる羽目となる。
待ち合わせ場所のビルで紘二はMADOX-01開発者・楠本枝里子の駆るスレイヴ・トルーパー試作機に取り押さえられ自動戦闘プログラムを解除されるも、試験で敵役として惨敗した事からMADOX-01に私怨を持つアメリカ軍人・キルゴア中尉の部隊に襲撃される。枝里子のアドバイスを受け紘二はキルゴアの操る試作空挺戦車タランチュラに臨み、機体と引き換えに勝利する。紘二はしおりの元に辿り着き、自身の想いを伝えるのであった。

## 登場人物
杉本紘二
声 - 松本保典
本作の主人公である機械工。
楠本枝里子
声 - 麻上洋子
MADOX-01開発者。エリーと呼ばれることもある。
キルゴア中尉
声 - 曽我部和恭
アメリカ軍人。MADOX-01に私怨を持つ。
名倉しおり
声 - 石田有紀子
絋二の恋人。
エリーの上官
声 - 池水通洋
小野瀬春男
声 - 長谷有洋
紘二の同僚。
将軍（米陸軍）
声 - 広瀬正志
司令官
声 - 加藤正之
高官
声 - 岡和男
大河崎重工の重役
声 - 塩屋浩三
司令室オペレーター
声 - 稲垣悟
ストアー店員（女）
声 - 山口浩子
暴走族A
声 - 掛川裕彦
暴走族B
声 - 佐藤浩之

## スタッフ
- 原案・監督 - 荒牧伸志
- テクニカルアドバイザー - 西森明良
- キャラクターデザイン - 田村英樹
- 作画監督 - 合田浩章
- オープニング原画：庵野秀明
- メカニックデザイン - 荒牧伸志、山根公利
- 美術監督 - 南郷洋一
- 撮影監督 - 沖野雅英
- 音楽 - 矢島賢
- 音響監督 - 本田保則
- 制作プロデューサー - 榎本歩光、柳田滋夫、内山秀二
- 制作 - AIC、アートミック
- 製作 - 創映新社、ポニーキャニオン

## 備考
アメリカ合衆国ではAnimEigoがライセンスを取得した。
ウェブサイト「The Best Page in the Universe」の作者であるジョージ・ウズニアン (George Ouzounian) は、本作に登場するMADOX-01の名を取って筆名を「マドックス」とした。
『サイバーコミックス』4号から6号まで、秋本行治によるコミカライズが掲載された。
登場人物のうち、楠本枝里子は同じく創映新社作品『プロジェクトA子3』にハウスマヌカン役でゲスト出演している（声優も同じく麻上が担当）。なお、当作品には杉本紘二とキルゴアもカメオ出演している。